# A sárkányherceg
A sárkányherceg (eredeti cím: The Dragon Prince) 2018 és 2024 között vetített angol televíziós 2D-s számítógépes animációs sorozat, amelynek alkotói Aaron Ehasz és Justin Richmond. A rendezői Villads Spangsberg és Giancarlo Volpe, a zeneszerzője Frederik Wiedmann. A tévéfilmsorozat a Wonderstorm, a Bardel Entertainment és a MWM (Madison Wells Media) gyártásában készült. Műfaját tekintve fantasy filmsorozat, kalandfilmsorozat, filmvígjáték-sorozat és akció-sorozat. A sorozat 2018. szeptember 14-én debütált a Netflix oldalán. Magyarországon 2019. szeptember 19-étől lehet nézni magyar szinkronnal a Netflix oldalán.

## Szereplők
| Szereplő                    | Eredeti hang         | Magyar hang                                           |
| Főszereplők                 | Főszereplők          | Főszereplők                                           |
| --------------------------- | -------------------- | ----------------------------------------------------- |
| Callum                      | Jack DeSena          | Csiby Gergely                                         |
| Rayla                       | Paula Burrows        | Pekár Adrienn                                         |
| Ezran                       | Sasha Rojen          | Mayer Marcell (1–3. évad) Kerekes Máté (4. évadtól)   |
| Emberek                     |                      |                                                       |
| Viren                       | Jason Simpson        | Makranczi Zalán                                       |
| Claudia                     | Racquel Belmonte     | Sodró Eliza                                           |
| Soren                       | Jesse Inocalla       | Szatory Dávid                                         |
| Harrow király               | Luc Roderique        | Gémes Antos (1–3. évad) Rába Roland (5. évadtól)      |
| Sarai királynő              | Kazumi Evans         | Sipos Eszter Anna                                     |
| Amaya tábornok              | Nem beszél           | Nem beszél                                            |
| Gren parancsnok             | Adrian Petriw        | Ágoston Péter                                         |
| Fen hadnagy                 | Sam Vincent          | Hám Bertalan                                          |
| Corvus                      | Omari Newton         | Maday Gábor                                           |
| Ellis                       | Nahanni Mitchell     | Tamási Nikolett                                       |
| Opeli                       | Paula Burrows        | Törtei Tünde                                          |
| Villads kapitány            | Peter Kelamis        | Holl Nándor                                           |
| Ziard                       | Brian Drummond       | Katona Zoltán                                         |
| Annika királynő             | Paula Burrows        | Mezei Kitty                                           |
| Neha királynő               | Patricia Isaac       | Erdős Borcsa                                          |
| Aanya királynő              | Zelda Ehasz          | Hermann Lilla                                         |
| Ahling király               | Ian James Corlett    | Posta Victor                                          |
| Florian király              | TBA                  | Kapácsy Miklós                                        |
| Fareeda királynő            | Patricia Isaac       | Mics Ildikó                                           |
| Kasef herceg                | Vincent Tong         | Előd Álmos                                            |
| Saleer tanácsnok            | Jonathan Holmes      | Renácz Zoltán                                         |
| Marcos                      | Jesse Inocalla       | Sörös Miklós                                          |
| Zsoldos                     | Sam Vincent          | Czvetkó Sándor                                        |
| Doktor                      | Jay Brazeau          | Várkonyi András                                       |
| Falusi Doktor               | Kazumi Evans         | Gulás Fanni                                           |
| Ellis apja                  | Michael Daingerfield | Varga Rókus                                           |
| Varjúmester                 | Cole Howard          | Bergendi Áron                                         |
| Barius, a pék               | Jason Simpson        | Kiss László (1–3. évad) Petridisz Hrisztosz (4. évad) |
| Lucia, építőmester          | Ana Sani             | Ligeti Kovács Judit                                   |
| Kpp'Ar                      | Greg Rogers          | Jakab Csaba                                           |
| Elfek és Xadia más lakói    |                      |                                                       |
| Aaravos                     | Erik Todd Dellums    | Kőszegi Ákos                                          |
| Runaan                      | Jonathan Holmes      | Dolmány Attila                                        |
| Ethari                      | Vincent Tong         | Pál Tamás                                             |
| Lujanne                     | Ellie King           | Kovács Nóra                                           |
| Janai                       | Rena Anakwe          | Nádasi Veronika                                       |
| Khessa királynő             | Brenda Crichlow      | Téglás Judit                                          |
| Kazi, tolmács               | Ashleica Edmond      | Györfi Laura                                          |
| Nyx                         | Rhona Rees           | Roatis Andrea                                         |
| Ibis                        | Ian James Corlett    | Szántó Balázs                                         |
| Hendyr                      | Ian Henory           | Szabó Andor                                           |
| Tiadrin                     | Ely Jackson          | Laurinyecz Réka                                       |
| Lain                        | Tyrone Savage        | Juhász Zoltán                                         |
| Terry                       | Benjamin Callins     | Miller Dávid                                          |
| Karim herceg                | Luc Roderique        | Gacsal Ádám                                           |
| Yonnis                      | Deven Mack           | Joó Gábor                                             |
| Warlon                      | Bill Newton          | Hamvas Dániel                                         |
| Miyana                      | Cecilly Day          | Fülöp Tímea                                           |
| N'Than                      | Dylan Schombing      | Peregovits Dániel                                     |
| Pharos                      | Deven Christian Mack | Hajdu Tibor                                           |
| Akiyu                       | Julie Lemieux        | Murányi Tünde                                         |
| Kim'dael                    | Laara Sadiq          | Bogdányi Titanilla                                    |
| Finnegrin                   | Tariq Leslie         | Király Attila                                         |
| Mukho                       | Anand Rajaram        | Csuha Lajos                                           |
| Állatok és mágikus szörnyek |                      |                                                       |
| Csali (Bait)                | Nem beszél           | Nem beszél                                            |
| Azymondias "Zym"            | Nem beszél           | Nem beszél                                            |
| Avizandum "Mennydörgő"      | Chris Metzen         | Varga T. József                                       |
| Zubeia                      | Nicole Oliver        | Kocsis Mariann                                        |
| Sol Regem                   | Adrian Dough         | Dézsy Szabó Gábor                                     |
| Pyrrah                      | Nem beszél           | Nem beszél                                            |
| Főni (Phoe-Phoe)            | Nem beszél           | Nem beszél                                            |
| Ava                         | Nem beszél           | Nem beszél                                            |
| Pip                         | Nem beszél           | Nem beszél                                            |
| Berto                       | Paula Burrows        | Szokol Péter                                          |
| Chert                       | Mark Hildreth        | Pálfai Péter                                          |
| Terbium                     | Jason Simpson        | Borbiczki Ferenc                                      |
| Rex Igneous                 | Ben Cotton           | Dévai Balázs                                          |
| Domina Profundis            | Jennifer Hale        | Pápai Erika                                           |
| Korhadt                     | Dave 'Squatch' Ward  | Tóth Roland                                           |

### Magyar változat
- Magyar szöveg: Szatmári Bence
- Hangmérnök: Halas Péter
- Vágó: Árvay Zoltán (1–3. évad), Wünsch Attila (4. évadtól)
- Gyártásvezető: Vigvári Ágnes
- Szinkronrendező: Molnár Kristóf

A magyar változatot a Direct Dub Studios készítette.

## Évados áttekintés
| Évad | Évad | Évad | Epizódok | Eredeti sugárzás     | Eredeti sugárzás     | Magyar sugárzás      | Magyar sugárzás      |  |
| Évad | Évad | Évad | Epizódok | Évadpremier          | Évadfinálé           | Évadpremier          | Évadfinálé           |  |
| ---- | ---- | ---- | -------- | -------------------- | -------------------- | -------------------- | -------------------- |  |
|      |      | 1    | 9        | 2018. szeptember 14. | 2018. szeptember 14. | 2019. szeptember 19. | 2019. szeptember 19. |  |
|      |      | 2    | 9        | 2019. február 15.    | 2019. február 15.    | 2019. szeptember 19. | 2019. szeptember 19. |  |
|      |      | 3    | 9        | 2019. november 22.   | 2019. november 22.   | 2019. november 22.   | 2019. november 22.   |  |
|      |      | 4    | 9        | 2022. november 3.    | 2022. november 3.    | 2022. november 3.    | 2022. november 3.    |  |
|      |      | 5    | 9        | 2023. július 22.     | 2023. július 22.     | 2023. július 22.     | 2023. július 22.     |  |
|      |      | 6    | 9        | 2024.július 26       | 2024.július 26       | 2024.július 26       | 2024.július 26       |  |
|      |      | 7    | 9        | 2024.december 19     | 2024.december 19     | 2024.december 19     | 2024.december 19     |  |

## Cselekmény
Réges régen volt egy nagy ország Xadia ami tele volt varázslattal.Emberek,elfek és sárkányok harmoniában éltek.Egy ember felfedezte a sötét mágiát ami összefoglalva azt jelenti hogy varázslényekből kiszívják a varázst.Ez nem tetszett Sol Regem ős sárkánynak (az akkori sárkány király).Az elfek és a sárkányok kiűzték az embereket Xadiaból így meg születtek az ember királyságok.Xadia varázslatos birodalma és az emberek királysága kettészakadt a szakadékot maga Avizandum az új sárkány király őrizte.Évszázadokkal később két ember királyság (Katolis és Durren) összefog hogy megöljenek egy tűz titánt.Oka:nagy fagy volt mindkét Királyságban és egy tűz titán szívével és egy kis sötét mágiával megmenthetik mindkétt királyságot.Tervük balul sült el mert Avizandum (a sárkány király) napkelte után érkezik "a réshez"De szerencsére a szívet sikerül meg szerezniük.De sajnos ez áldozatal járt Katolis királynője Sarai és Durren királynői meghalnak.Haláluk oka:megvédték a sereget. Évekkel később Katolis főmágusa Lord Viren talál egy " kreatív megoldást"(sötét mágia) arra hogyan álljanak bosszút Avizandumon.(A királynő kért) Katolis királya Harrow beleegyezik.Viren és Harrow elindulnak Xadiába. Amint Xadiába értek megölték Avizandumot és egyetlen tojását "megölték"(elrabolták). Évekkel később Sarai és Harrow gyermeki Callum(Sarai fia, Harrow király mostoha fia) és Ezran(Harrow és Sarai gyermeke) és egy sötét hold elf Rayla nagy felfedezést tesznek.Várjunk...Sötét hold elf???Hogy kerül ő ide??Elmesélem:Zubeia a Sárkány királynő bele betegedet férje és fia "halálába".Elrendeli hogy sötét hold elf orgyilkosok menjenek el Katolisba és öljék meg a királyt és gyermekét.Runaan sötét hold elf orgyilkos kiválasz sötét hold elfeket hogy teljesítsék a küldetést. A kiválasztottak:Rayla(Runaan örökbe fogadott lánya), Callisto, Andromeda,Skor és Ram. Ők 6-an elindulnak Katolisba. Miután letáboroztak az erdőben egy Katolisi őr meglátta őket. Runaan Raylát küldte az őr után hogy ölje meg. Amikor Rayla utolérte az őrt megsajnálta és futni hagyta.Hogy becsapja a többieket málna levet h kent a kardjaira hogy vérnek tűnjön. Amikor az őr vissza ért elmesélte a történetet a királynak (Harrow) Harrow elküldi Callum-ot és Ezran-t a Banter kunyhóba és őröket küld az erdőbe megkeresni az elfeket. Az erdőben az elfeket sikerült elbújniuk egy varázslattal. Runaan rájött hogy Rayla nem ölte meg az őrt. Ezért nem fogja Raylát magával vinni a kastélyba. (Teliholdkor) Rayla bizonyítani akar ezért elindult egyedül (délután) a kastélyba. Miután nehezen felmászott a falon megtalálja Callum-ot hogy hol van Ezran herceg. Callum azt hazudja hogy ő az hogy megvédje testvérét. Ezran ki szól egy festményből hogy Callum kivel beszél. Ezran és Callum be menekülnek a festmébe Rayla elől. Rayla megtalálja őket. Ekkor megtalálják a sárkány herceg tojását (életben van). Megegyeznek hogy együtt vissza viszik Xadiaba a Sárkány királynőnek és véget vetnek a háborúnak. Ekkor megjelenik Claudia (Lord Viren lánya, Callum akkori crusha)Callum-nak sikerül megállítania őt egy varázslattal (elemi). Ezután Callum elhatározza hogy mágiát akar tanulni  (nem sötét mágiát, elemi mágiát). Runaan és csapata megölik "Harrow-t" az összes sötét hold elf meghalt kivéve Runaan és természetesen Rayla. Runaan-t Viren tartja fogva. Hetekkel később megjelenik Corvus hogy Katolisba vigye Ezran-t mivel ő a király (Ezran nem tudta hogy az apja meghalt, Ezran 9 éves) Ezran hazatér míg Rayla és Callum el érkeznek Xadiába. Sok mindenen mennek keresztül ketten és egyre közelebb kerülnek egymáshoz. Egyszer Rayla sírva fakadt Callum próbálta megvígasztalni, olyan szép dolgokat mondott Rayláról hogy a lány félre értette és megcsókolta. Callum elmondta hogy nem ez volt a célja Rayla azt mondja neki hogy erről soha többé ne beszéljenek erről (Callum 14,Rayla 15 éves. Callum-nak is tetszik Rayla). Egy kis idő után Callum megint elkezd szép dolgokat mondani Rayláról és megcsókolja. Innentől kezdve ők egy pár. A 3. Évad úgy ér véget hogy legyőzik Virent (Aaravos irányította Virent hogy elfoglalják Xadiát). Az utolsó percekben Rayla magával rántotta Virent a mélybe de Callum utána ugrott és varázs szárnyakkal kimentette mindkettőjüket és az égben megcsókolják egymást. A rész úgy zárul hogy Claudia fél támasztja Virent Aaravos segítségével. (Aaravos egy mágikus börtönbe van). A negyedik évadban 2 évet ugrunk elő Ezran Katolis királya Callum pedig a főmágusa Rayla pedig otthagyta őket szó nélkül hogy megóvja őket (elment megkeresni Viren holttestét mert nem találták meg így nem hitte el hogy meghalt). Rayla visszatér és először Callum-ot látogatja meg a látogatás Callum-nál nem sikerül valami jól (Rayla örökbe fogadott egy ölelő majmot, Stellát).Ezran nagyon örült Raylának. Miután tudomást szereznek arról hogy Viren visszatért és Claudia segít neki meg természetesen Aarvos-ról. Callum és Rayla nem jönnek ki túl jól egymással. Ezúttal Umbrabércre utaznak (Xadiában a Föld ős sárkányának lakó helye, pagony elfek lakó helye). Most nem csak ők hárman vannak Soren is csatlakozik hozzájuk (Viren fia, Claudia bátyja, eredetileg apja oldalán állt de rájött hogy ő jobb ennél és át állt). Az évad végén Claudiáék szerzik meg a térképet Aaravos börtönéhez (Claudia, Viren, Terry (Claudia párja, pagony elf), Mr. Csillám puff Uraság (Aaravos küldötje, ő segít nekik)). Rayla majdnem meghalt Callum rájön hogy mennyire szereti Raylát. Az ötódik évadban továbbra is Aaravos után keresnek nyomokat Rayla és Callum egyre közelebb kerülnek egymáshoz megint. Az évad végén megtalálják a börtönt Claudiáék előtt és elviszik Katolisba. A 6.évadban arra keresnek megoldást hogy eltüntesék Aaravos-t.Az éves végén Rayla és Callum megint összejöttek. Aaravos kiszabadul. A 7.évadban 7évre eltüntették Aaravos-t. Rayla és Callum nagyon közel vannak egymáshoz.   
Még bizonytalan hogy lesznek -e további évadok szóval kérlek reklámozátok a sorozatot🙏🙏 